# Poxoréo (kommun)
Poxoréo är en kommun i Brasilien.   Den ligger i delstaten Mato Grosso, i den centrala delen av landet, 700 km väster om huvudstaden Brasília. Antalet invånare är 17 602.
Följande samhällen finns i Poxoréo:
- Poxoréo

Omgivningarna runt Poxoréo är huvudsakligen savann. Trakten runt Poxoréo är nära nog obefolkad, med mindre än två invånare per kvadratkilometer.